# دهمویرات
دهمویرات (به لاتین: Dhamoirhat) یک منطقهٔ مسکونی در بنگلادش است که در ناحیه نوگان واقع شده‌است. دهمویرات ۳۰۰٫۸ کیلومتر مربع مساحت و ۱۸۴٬۷۷۸ نفر جمعیت دارد.